# Pernykristtorn
Pernykristtorn (Ilex pernyi) er et lille stedsegrønt træ med smalt kegleformet krone og en åben vækst. Planten er let genkendelig på bladenes fem torne.

## Beskrivelse
Barken er først glat og grøn. Senere bliver den stribet i grøn/beige, og til sidst bliver den lysegrå og glat med svage porer. De unge skud er svagt trekantede. Knopperne er spredte, runde og lysegrønne. 
Bladene er ruderformede og læderagtige med 3-7 spidse randtorne. Endetornen er tydeligt større end sidetornene. Oversiden er blank og mørkegrøn, mens undersiden er gulgrøn. Blomsterne er gullige, og de sidder i tætte bundter ved bladhjørnerne. Frugterne er røde bær. Frøene modner sjældent i Danmark.
Rodnettet består af kraftige, dybtgående hovedrødder og et højtliggende filt af tæt forgrenede siderødder.
Højde x bredde og årlig tilvækst: 8 x 2 m (10 x 5 cm/år).

## Hjemsted
Perny-Kristtorn hører hjemme i det centrale og vestlige Kina, hvor den forekommer i skove, skovbryn og kratagtige bevoksninger. På bjerget Wa Shan i provinsen Sichuan, findes der i højder over 1.800 m nogle lyse blandingsskove med Abies faberi (en art af ædelgran) som det dominerende træ. Her vokser arten sammen med bl.a. kvalkved (subsp. calvescens), bjergskovranke, blåbælg, dværgkvalkved, Enkianthus deflexus (en art af pagodebusk), etagekornel, Euonymous sanguineus (en art af benved), havehortensia, himalayabirk, kamæleonbusk, kinesisk lind, kinesisk prydæble, kinesisk styrax, klatrebrombær, klatrehortensia, komarovsyren, koreakornel (subsp. chinensis), lancetbladet berberis (var. lanceifolia), moupinepil, nikkende skovranke, omeirose, Primula incisa (en art af kodriver), Pterocarya macroptera var delavayi (en art og underart af vingevalnød), Quercus serrata (en art af eg), Rhododendron argyrophyllum, Rhododendron calophytum, Rhododendron discolor, Rhododendron nitidulum, Rhododendron pingianum (arter af rododendron), rubladet hortensia, sargentrøn, småbladet berberis, sort gedeblad, tyrkisk løn (subsp. sinicum), viftedværgmispel, vorteberberis og Tsuga yunnanensis (en art af hemlock).

## Galleri
|  |  |  |  |